# Villa di Tirano
Villa di Tirano là một đô thị ở tỉnh Sondrio trong vùng Lombardia của Italia, có vị trí khoảng 110 km về phía đông bắc của Milano và khoảng 20 km về phía đông của Sondrio, ở biên giới với Thụy Sĩ. Tại thời điểm ngày 31 tháng 12 năm 2004, đô thị này có dân số 2.997 người và diện tích là 24,6 km².
Đô thị Villa di Tirano có các frazioni (các đơn vị cấp dưới, chủ yếu là các làng) Motta and Stazzona.
Villa di Tirano giáp các đô thị: Aprica, Bianzone, Brusio (Thụy Sĩ), Corteno Golgi, Teglio, Tirano.